# Oldfield Thomas
Michael Rogers Oldfield Thomas (Millbrook, 21 febbraio 1858 – Londra, 16 giugno 1929) è stato uno zoologo britannico.
Considerato tra i fondatori della sistematica moderna dei mammiferi, fu uno dei più importanti catalogatori del XIX e XX secolo, contribuendo allo sviluppo della collezione di mammiferi del Museo di Storia Naturale di Londra.

## Biografia
Dopo aver frequentato la scuola al Haileybury College di Hertford, la sua famiglia si trasferì in Sudafrica per poi fare nuovamente ritorno in Inghilterra nel 1876. Fu durante questo periodo che sviluppò la passione per la storia naturale, in particolare catturando insetti sulla Table Mountain. Trovato un impiego come commesso nell'ufficio del segretario del British Museum, due anni dopo fu trasferito presso il dipartimento di Zoologia, dove per breve tempo fu al servizio di Albert Günther. Nel 1891 sposò Mary Kane, figlia del noto medico Sir Andrew Clark, ed insieme a lei fu in grado di supportare e finanziare diverse spedizioni in tutto il mondo con lo scopo di catturare e rendere disponibili più esemplari possibili per la collezione del museo.
Durante questo periodo classificò oltre 2 500 nuove specie e sottospecie di mammiferi, diventando così uno dei massimi esperti in Mammologia del suo tempo, pubblicando oltre 1 000 tra articoli scientifici e libri.
Morì suicida nel 1929 poco dopo la morte della sua adorata moglie.

## Taxon dedicati a Oldfield Thomas
A lui sono stati dedicate diverse specie, sottospecie e un genere di mammiferi.
- Microgale thomasi
- Heterohyrax brucei thomasi
- Galago thomasi
- Saguinus labiatus thomasi
- Presbytis thomasi
- Sciurus variegatoides thomasi
- Aeromys thomasi
- Salpingotus thomasi
- Microtus terricola thomasi
- Chiromyscus thomasi
- Megadontomys thomasi
- Rheomys thomasi
- Aethomys thomasi
- Phyllomys thomasi
- Ochotona thomasi
- Cryptotis thomasi
- Rhinolophus thomasi
- Sturnira thomasi
- Tadarida aegyptiaca thomasi
- Eptesicus brasiliensis thomasi
- Mimetillus moloneyi thomasi
- Felis nigripes thomasi
- Leopardus pajeros thomasi
- Lyncodon patagonicus thomasi
- Odocoileus virginianus thomasi
- Kobus kob thomasi
- Thomasomys

## Opere
- Thomas O, Catalogue of the Marsupialia and Monotremata in the Collection of the British Museum (Natural History) Dept of Zoology, London, Taylor and Francis, 1888.
- Thomas O, The History of the Collections Contained in the Natural History Departments of the British Museum Vol. II, Separate Historical accounts of the Historical Collections included in the Department of Zoology, London, William Clowes and Sons Ltd., 1906.

| Thomas è l'abbreviazione standard utilizzata per le specie animali descritte da Oldfield Thomas. Categoria:Taxa classificati da Oldfield Thomas |